# Hamerernebti (hercegnő)
Hamerernebti ókori egyiptomi hercegnő volt az V. dinasztia idején, Niuszerré fáraó lánya.
Hamerernebti férje Ptahsepszesz vezír volt, akivel együtt az abuszíri L.XIX jelű sírba temették. Öt gyermeküket említik a sírban: fiaik Ptahsepszesz, Kahotep, Kednesz és Hemahti, lányuk Merititesz, aki viselte a „király leánya” címet, bár csak unokája volt a fáraónak. Egy további fiuk lehetett Kafini, akinek a nevét és képét később eltüntették.
Az abuszíri sírban két szarkofág volt: az egyik Ptahsepszeszé, a másik, kisebbik volt valószínűleg Hamerernebtié. A hercegnő nevét több mészkőtömbön is megtalálták, melyekre az építők véshették rá. Bár Hamerernebtit férjével közös sírba temették, készült a számára egy sírkamra a hercegnők masztabájában is, Niuszerré piramisának északkeleti sarkánál; ezen a kamrán egy Merititesz nevű hercegnővel és egy Kahotep nevű udvaronccal osztozott volna, de végül egyiküket sem ide temették.